# 2629 Rudra
A 2629 Rudra (ideiglenes jelöléssel 1980 RB1) egy marsközeli kisbolygó. Charles T. Kowal fedezte fel 1980. szeptember 13-án.